# Courtney Walsh
Pour les articles homonymes, voir Walsh.
Courtney Andrew Walsh est un joueur de cricket jamaïcain né le 30 octobre 1962 à Kingston, international avec les Indes occidentales. Ce fast bowler débute avec la Jamaïque en 1982, et dispute son premier test-match avec les Indes occidentales deux ans plus tard. Sa carrière s'achève en 2001.
Il est le premier joueur à franchir la barre des cinq-cents guichets en Test cricket, et en détient le record du monde jusqu'en 2004, lorsqu'il est dépassé par Muttiah Muralitharan. En quarante-trois test-matchs joués avec Curtly Ambrose, les deux coéquipiers prennent 421 guichets.

## Honneurs
- Un des cinq Wisden Cricketers of the Year de l'année 1987.
- Membre de l'ICC Cricket Hall of Fame depuis 2010[1].

## Sélections
- 132 sélections en test cricket de 1984 à 2001
- 205 sélections en ODI de 1985 à 2000